# Institut des Hautes Études Scientifiques

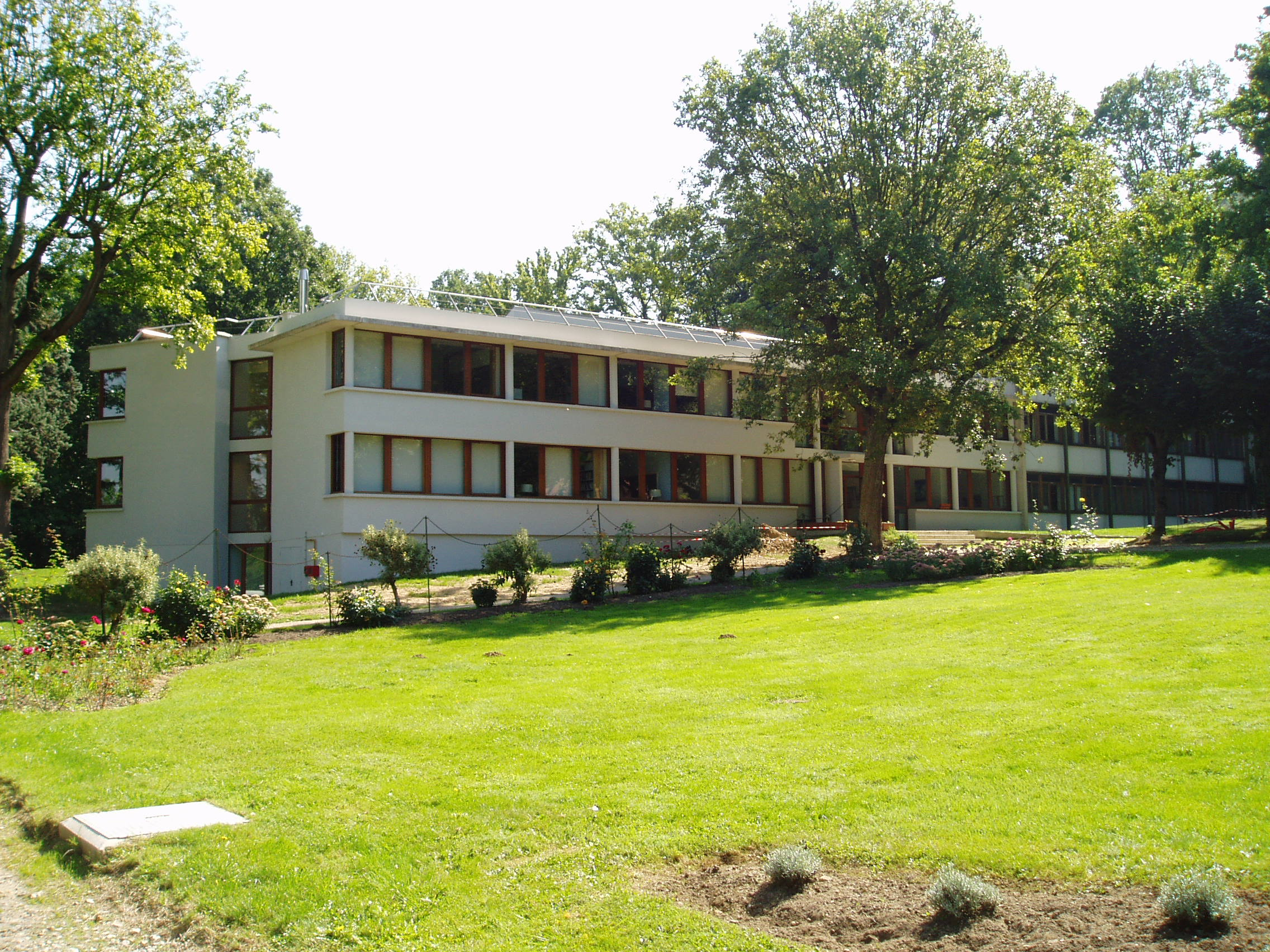
Prédio principal do IHÉS

O Institut des hautes études scientifiques (IHÉS) (em português: Instituto de Estudos Científicos Avançados) é um instituto francês dedicado ao estudo de matemática e física teórica, localizado no sul de Paris.
O IHÉS foi fundado em 1958 pelo negociante e matemático Léon Motchane, auxiliado por Robert Oppenheimer e Jean Dieudonné, com o objetivo de reunir influentes pesquisadores. O instituto dispõe de um número reduzido e seleto de professores vitalícios, recebendo anualmente ca. de 200 convidados para um período de pesquisas de duração média de três meses. Alguns dos convidados permanecem por um longo período no instituto. O objeto de pesquisas é de livre escola dos convidados.
A configuração do IHÉS foi influenciada por Robert Oppenheimer, que era na ocasião diretor do Institute for Advanced Study em Princeton. A personalidade de Alexander Grothendieck e as ideias revolucionárias de sua escola dominaram o IHÉS na década de 1960. Outra pernonalidade proeminente foi René Thom. O instituto edita o periódico Publications Mathématiques de l'IHÉS.

## Diretores
- Léon Motchane (1958 — 1971)
- Nicolaas Kuiper (1971 — 1985)
- Marcel Berger (1985 — 1994)
- Jean-Pierre Bourguignon (1994 — 2013)
- Emmanuel Ullmo (2013 — atualidade)

## Personalidades
- Alexander Grothendieck
- Jean Bourgain
- Alain Connes
- Pierre Deligne
- René Thom
- Mikhael Leonidovich Gromov
- Laurent Lafforgue
- Maxim Lwowitsch Konzewitsch